# Akash Nandy
Akash Neil Nandy (Kuala Lumpur, 10 de janeiro de 1997) é um automobilista malaio.

## Carreira

### GP3 Series
Em 2016, Nandy fez sua estreia na GP3 Series pela equipe Jenzer Motorsport.

### Campeonato Asiático de Fórmula 3
Em 2018, Nandy competiu no Campeonato Asiático de Fórmula 3 (atual Campeonato de Fórmula Regional Asiática) pela equipe Absolute Racing. No ano seguinte, ele disputou a categoria de inverno do Campeonato Asiático de Fórmula 3 pela equipe Pinnacle Motorsport.